# Гагма Каріата
Гагма Каріата (груз. გაღმა ქარიატა) — село в Грузії.
За даними перепису населення 2014 року в селі проживає 476 особи.